# سندرم کازاباخ-مریت
سندرم کازاباخ-مریت (Kasabach–Merritt syndrome یا به‌اختصار KMS) یک بیماری نادر است که معمولاً در نوزادان دیده می‌شود و در آن یک تومور عروقی (همانژیوم) بزرگ منجر به کاهش تعداد پلاکت‌ها (ترومبوسیتوپنی؛ ناشی از گیر افتادن پلاکت‌ها در کلافه مویرگی) و گاهی سایر مشکلات خونریزی دهنده می‌شود که می‌تواند تهدید کننده زندگی کودک باشد. این بیماری همچنین با نام سندرم همانژیوم-ترومبوسیتوپنی نیز شناخته می‌شود و به افتخار دو پزشک متخصص کودکان یعنی دکتر هایگ کازاباخ و دکتر کاترین مریت که در سال ۱۹۴۰ برای اولین بار این بیماری را توصیف کردند، نامگذاری شده است.